# Trahütten
Trahütten là một đô thị thuộc huyện Deutschlandsberg thuộc bang Steiermark, nước Áo. Đô thị Trahütten có diện tích 28,23 km², dân số thời điểm cuối năm 2005 là 428 người.